# Ерыклинский (Татарстан)
Ерыклинский — посёлок в Чистопольском районе Республики Татарстан Российской Федерации. Входит в состав городского поселения город Чистополь.

## География
Посёлок находится в 2 километрах северо-восточнее города Чистополь, в месте впадения реки Ерыкла в Каму.

### Часовой пояс
Посёлок Ерыклинский, как и вся республика Татарстан, находится в часовой зоне МСК (московское время). Смещение применяемого времени относительно UTC составляет +3:00.

## История
Основан в 1946. Число жит.: в 1970 — 10, в 1979 — 8 чел..

## Население
| 2011 | 2014 | 2016 | 2017 | 2021 |
| ---- | ---- | ---- | ---- | ---- |
| 8    | ↘5   | ↗7   | →7   | →7   |